# Telescopus
Telescopus är ett släkte av ormar. Telescopus ingår i familjen snokar.
Släktets medlemmar förekommer huvudsakligen i Afrika men de hittas även i Europa och Mellanöstern. Arterna kännetecknas av en smal bål och stora ögon med lodräta pupiller. Individerna är aktiva på natten och jagar mindre ryggradsdjur som ödlor, fåglar och små däggdjur (till exempel fladdermöss). Habitatet utgörs av mera torra landskap med klippor eller av savanner.
Arter enligt Catalogue of Life:
- Telescopus beetzi
- Telescopus dhara
- Telescopus fallax
- Telescopus gezirae
- Telescopus hoogstraali
- Telescopus nigriceps
- Telescopus obtusus
- Telescopus pulcher
- Telescopus rhinopoma
- Telescopus semiannulatus
- Telescopus tessellatus
- Telescopus variegatus

The Reptile Database listar ytterligare två arter:
- Telescopus finkeldeyi
- Telescopus tripolitanus